# Gâteau de lune en peau de neige
 (juin 2024).
La mise en forme du texte ne suit pas les recommandations de Wikipédia : il faut le « wikifier ».
Les points d'amélioration suivants sont les cas les plus fréquents. Le détail des points à revoir est peut-être précisé sur la page de discussion.
- Les titres sont pré-formatés par le logiciel. Ils ne sont ni en capitales, ni en gras.
- Le texte ne doit pas être écrit en capitales (les noms de famille non plus), ni en gras, ni en italique, ni en « petit »…
- Le gras n'est utilisé que pour surligner le titre de l'article dans l'introduction, une seule fois.
- L'italique est rarement utilisé : mots en langue étrangère, titres d'œuvres, noms de bateaux, etc.
- Les citations ne sont pas en italique mais en corps de texte normal. Elles sont entourées par des guillemets français : « et ».
- Les listes à puces sont à éviter, des paragraphes rédigés étant largement préférés. Les tableaux sont à réserver à la présentation de données structurées (résultats, etc.).
- Les appels de note de bas de page (petits chiffres en exposant, introduits par l'outil «  Source ») sont à placer entre la fin de phrase et le point final[comme ça].
- Les liens internes (vers d'autres articles de Wikipédia) sont à choisir avec parcimonie. Créez des liens vers des articles approfondissant le sujet. Les termes génériques sans rapport avec le sujet sont à éviter, ainsi que les répétitions de liens vers un même terme.
- Les liens externes sont à placer uniquement dans une section « Liens externes », à la fin de l'article. Ces liens sont à choisir avec parcimonie suivant les règles définies. Si un lien sert de source à l'article, son insertion dans le texte est à faire par les notes de bas de page.
- La présentation des références doit suivre les conventions bibliographiques. Il est recommandé d'utiliser les modèles {{Ouvrage}}, {{Chapitre}}, {{Article}}, {{Lien web}} et/ou {{Bibliographie}}. Le mode d'édition visuel peut mettre en forme automatiquement les références.
- Insérer une infobox (cadre d'informations à droite) n'est pas obligatoire pour parachever la mise en page.

Pour une aide détaillée, merci de consulter Aide:Wikification.
Si vous pensez que ces points ont été résolus, vous pouvez retirer ce bandeau et améliorer la mise en forme d'un autre article.
Le gâteau de lune en peau de neige, gâteau de lune enneigé ou gâteau de lune en peau de glace (en chinois : 冰皮月餅 ; en pinyin : bīng pí yuèbǐng) est une pâtisserie chinoise consommée pendant la fête de la mi-automne. Le gâteau de lune en peau de neige est une variation du gâteau de lune originaire de Hong Kong,. On le trouve trouve également à Macao, en Chine continentale, à Taïwan, à Singapour, en Malaisie et en Indonésie.
Les gâteaux de lune en peau de neige ne sont pas cuits, à la différence des gâteaux traditionnels. Ils sont conservés au congélateur et consommés froids (après décongélation au réfrigérateur) alors que les gâteaux de lune traditionnels sont consommés à température ambiante. Ils se rapprochent du mochi glacé.

## Histoire
Le gâteau de lune en peau de neige est apparu dans les années 1960. Il a été inventé par une boulangerie de Hong Kong qui désirait proposer à ses clients une version moins grasse du gâteau de lune traditionnel. En effet, les gâteaux de lune traditionnels cantonais étant préparés avec des jaunes d'œufs de cane salés et de la pâte de graine de lotus, ce sont des mets très riches en sucre et en huile.
Pour ce faire, la boulangerie a choisi d'utiliser des fruits pour la garniture et de réduire la quantité d'huile afin de préparer un gâteau de lune avec moins de matières grasses. Un autre pionnier des gâteaux de lune en peau de neige est la pâtisserie Poh Guan (宝源饼家) de Singapour.
Les gâteaux de lune en peau de neige sont progressivement devenus populaires au cours des années 1970. À cette époque, le gâteau de lune en peau de neige était également appelé « gâteau de lune en cristal » (水晶月饼). Le nom bing pi yue bing (冰皮月饼) est apparu dans des publicités au début des années 1980.

## Composition
La peau du gâteau de lune en peau de neige est composée de riz gluant congelé. Le gâteau de lune en peau de neige est ainsi similaire au mochi glacé ou au Yukimi Daifuku qui ont tous deux une peau en riz gluant et doivent être conservés au congélateur.
Les gâteaux de lune en peau de neige sont généralement blancs et servis froids, d'où l'appellation « peau de neige ». Toutefois, ils peuvent présenter d'autres couleurs en fonction des ingrédients ajoutés dans leur peau. Ainsi, il en existe par exemple des bruns avec une peau au chocolat. On en trouve également des verts avec une peau parfumée avec le jus des feuilles de pandan (Pandanus amaryllifolius), une saveur unique et très populaire en Asie du Sud-Est.
Les gâteaux de lune en peau de neige peuvent être remplis d'une grande variété de garnitures telles que la pâte de haricot mungo, des fruits, du thé vert, de la confiture, du chocolat, du café, du fromage. On en trouve également parfumés au durian, au sésame, au sagou mangue pomelo ou encore à l'igname violette.
|                                                                 |
| Gâteau de lune à la confiture de mangue et au riz croustillant. |

|                                                    |
| Gâteau de lune fourré au fromage et aux myrtilles. |

|                                                     |
| Gâteau de lune au sésame noir et noix de macadamia. |

## Production et stockage
Les exigences de production, de stockage et de transport des gâteaux de lune en peau de neige sont plus contraignantes que pour les gâteaux de lune cuits au four. Étant donné qu'ils ne font pas l'objet d'une cuisson, les températures élevées ne peuvent pas être utilisées pour tuer les bactéries. Les usines doivent donc maintenir des conditions stériles et de nombreux producteurs sont tenus de suivre systématiquement le système HACCP pour garantir la sécurité alimentaire.
La chaîne du froid devant être respectée de la production jusqu'à l'étal du détaillant, les gâteaux de lune en peau de neige étaient difficiles à trouver en Chine continentale avant les années 2000 en raison de la difficulté à les transporter de façon réfrigérée.
Les gâteaux de lune en peau de neige sont généralement vendus emballés dans des sacs en plastique par paires ou individuellement. Ils doivent être réfrigérés et peuvent être conservés au congélateur jusqu'à quelques semaines.
Ils sont généralement décongelés pendant quelques heures au réfrigérateur pour leur permettre de ramollir avant d'être servis. Les gâteaux de lune décongelés doivent être consommés dans les deux heures. La recongélation est déconseillée.